# Pelinoides unctus
Pelinoides unctus är en tvåvingeart som beskrevs av Cresson 1934. Pelinoides unctus ingår i släktet Pelinoides och familjen vattenflugor.
Artens utbredningsområde är Uruguay. Inga underarter finns listade i Catalogue of Life.